# 夜の白い家
『夜の白い家』（よるのしろいいえ、フランス語: Maison blanche, la nuit.）は、1890年6月にフィンセント・ファン・ゴッホによって描かれた絵画。
2階建ての家の右上に黄色い星がひときわ明るく輝くよう描かれているのが特徴である。ゴッホはこの絵を1890年5月にパリ郊外のオーヴェル＝シュル＝オワーズに移ってから描いた。書簡でもこの絵に触れている。

## 来歴
1924年にドイツの実業家オットー・クレープスが入手したとされる。1930年代のナチスによる退廃芸術弾圧で没収されて以降、長らく行方不明となっていたが、第二次世界大戦終結50周年の1995年、ロシアのエルミタージュ美術館が「戦利品絵画」の一点として所蔵していることを発表した。以降現在に至るまで同美術館に展示されている。一説にはナチスの収奪から逃れるためにクレープスがドイツ東部にあった家屋に秘匿していたものを、1947年にソ連当局が発見し押収したとも言われる。

## 絵画の中の星
アメリカのサウスウエスト・テキサス州立大学（現・テキサス州立大学サンマルコス校）のドナルド・オルソン（天文学専攻）他によるチームは、この絵は1890年6月16日午後7〜8時の風景であることを割り出した。オルソンは、天文学、美術史など異分野の研究者でチームを結成、現地を訪問し、町の家々を調べ、「白い家」を発見した。絵と同じ角度から見た当時の夜空をコンピュータで再現すると、絵の星と6月16日の金星が一致した。現地気象台の記録によれば、前後数日、雷雨や曇り空が続いたが、この日は一日晴れていた。新月近い夜空は暗く、日没後約2時間、宵の明星が西空に、マイナス3.9等星の輝きを見せていたはずであるという。オルソンは、人や建物の影は日没前後の午後7時頃のもの、金星は日没後午後8時の位置で、絵は下から上に仕上げられたのだろうした。
他の代表作である『星月夜』でも、月と並んで明けの明星を描いていることは書簡から明らかとなっている。
ゴッホの絵は抽象的に見えて正確なスケッチに基づいていることが、この作品によっても証明されたと言える（ただし、絵画のテーマに併せて意図的に日出の位置を変えている作品もある。例えばアルル期に書いた何点かの作品は街並みのシルエットの背後に太陽がある構図を描くために真北にある太陽を描いている）。
また、上記の研究に拠れば、この絵画は数時間内に現場において書き上げられたものであり、書簡やゴーギャンの評価からもうかがえるゴッホの速筆が表れているものである。